# Zdenci Brdovečki
Zdenci Brdovečki es una localidad de Croacia en el municipio de Brdovec, condado de Zagreb.

## Geografía
Se encuentra a una altitud de 136 m s. n. m. a 23.4 km de la capital nacional, Zagreb.

## Demografía
En el censo 2011, el total de población de la localidad fue de  habitantes.
Según estimación 2013 contaba con una población de  habitantes.